# Вильвисайм
Вильвисайм (фр. Wilwisheim) — коммуна на северо-востоке Франции в регионе Гранд-Эст (бывший Эльзас — Шампань — Арденны — Лотарингия), департамент Нижний Рейн, округ Саверн, кантон Буксвиллер. До марта 2015 года коммуна административно входила в состав упразднённого кантона Ошфельден (округ Страсбур-Кампань).
Площадь коммуны — 5,3 км², население — 662 человека (2006) с тенденцией к росту: 716 человек (2013), плотность населения — 135,1 чел/км².

## Население
Население коммуны в 2011 году составляло 701 человек, в 2012 году — 711 человек, а в 2013-м — 716 человек.
| 1962 | 1968 | 1975 | 1982 | 1990 | 1999 | 2006 | 2008 | 2011 | 2012 | 2013 |
| ---- | ---- | ---- | ---- | ---- | ---- | ---- | ---- | ---- | ---- | ---- |
| 457  | 479  | 483  | 512  | 600  | 680  | 662  | 676  | 701  | 711  | 716  |

Динамика населения:

## Экономика
В 2010 году из 479 человек трудоспособного возраста (от 15 до 64 лет) 386 были экономически активными, 93 — неактивными (показатель активности 80,6 %, в 1999 году — 77,4 %). Из 386 активных трудоспособных жителей работали 355 человек (183 мужчины и 172 женщины), 31 числились безработными (19 мужчин и 12 женщин). Среди 93 трудоспособных неактивных граждан 37 были учениками либо студентами, 38 — пенсионерами, а ещё 18 — были неактивны в силу других причин.